# Galaxy Entertainment Group
Galaxy Entertainment Group ("GEG") (kinesisk: 銀河娛樂集團)(HKEX: 00027) er en virksomhed fra Macao, som ejer og driver kasinoer og hoteller i Macao. Kasinoer drives gennem datterselskabet Galaxy Casino S.A.
Virksomheden ejer følgende casinoer og hoteller i Macao:
- StarWorld Macau på Macao
- Fire CityClub casinoer, inklusive Grand Waldo Hotel på Cotai Strip
- Galaxy Macau på Cotai Strip

## Forretningsområder
De primære aktiviteter i Galaxy Entertainment og dets datterselskaber er i Macao kasino-spil og andre pengespil, provision af gæstfrihed og relaterede services. I Hongkong, Macao og Kina også fremstilling, salg og distribution af byggematerialer.
De to segmenter er: Spil og underholdning og byggematerialer.

## Ejerforhold
Galaxy Entertainment Group kontrolleres af Lui-famiien fra Hongkong, med en andel af aktierne på 50,3 %. 8,6 % af aktierne er direkte ejet af familiemedlemmer og 41,7 % ejes indirekte gennem Lui Family Trust og den børsnoterede Hongkong-virksomhed K Wah International.